# Платаніас (футбольний клуб)
Платаніас (грец. Α.Ο. Πλατανιά) — професійний грецький футбольний клуб з міста Ханья, Крит. Заснований 1931 року. Домашній стадіон — Муніципальний стадіон «Періволіа». Основні домашні клубні кольори — червоний та білий.

## Історія
Клуб заснований 1931 році. В сезоні 2009/10 взяв участь у турнірі Гамма Етнікі. За підсумками сезону 2010/2011 Платаніас завоював право виступати у другому національному дивізіоні Бета Етнікі. У сезоні 2011/2012 команда посів 5-е місце у Футбольній лізі і за результатами плей-офф вперше у своїй історії пройшов до Суперліги. Таким чином «Платаніас» став третім в історії представником Криту в Суперлізі і другим (після ФК «ОФІ») у сезоні 2012/13.

## Основний склад
| №  | Поз. | Нац.             | Гравець                   |
| -- | ---- | ---------------- | ------------------------- |
| 1  | ВР   | Мартиніка        | Кевін Олімпа              |
| 92 | ВР   | Греція           | Антоніс Коккалас          |
| 91 | ВР   | Греція           | Константінос Перістерідіс |
| 3  | ЗХ   | Камерун          | Яя Банана                 |
| 5  | ЗХ   | Греція           | Алкіс Дімітріс            |
| 22 | ЗХ   | Республіка Конго | Онанга Ітуа               |
| 26 | ЗХ   | Албанія          | Еміліано Шеху             |
| 31 | ЗХ   | Греція           | Джанніс Зарадукас         |
| 23 | ЗХ   | Малі             | Усман Кулібалі            |
| 77 | ЗХ   | Греція           | Александрос Апостолопулос |
| 33 | ЗХ   | Греція           | Ангелос Зубудакіс         |
| 29 | ПЗ   | Греція           | Ніколаос Халкіадіс        |
| 55 | ПЗ   | Гана             | Абдул Азіз Теттех         |
| 8  | ПЗ   | Чад              | Азрак Махамат             |

| №  | Поз. | Нац.     | Гравець                |
| -- | ---- | -------- | ---------------------- |
| 14 | ПЗ   | Іспанія  | Хуан Агілера           |
| 20 | ПЗ   | Греція   | Фануріс Гундулакіс     |
| 19 | ПЗ   | Греція   | Нікіфорос Цонакіс      |
| 21 | ПЗ   | Греція   | Атанасіос Цуракіс      |
| 7  | ПЗ   | Греція   | Константінос Мендрінос |
| 34 | ПЗ   | Україна  | Віталій Приндета       |
|    | ПЗ   | Україна  | Ренат Мочуляк          |
|    | ПЗ   | Італія   | Давіде Маттеіні        |
| 84 | ПЗ   | Бразилія | Гілван Гомес           |
| 11 | НП   | Сербія   | Лука Мілуновіч         |
| 9  | НП   | Іспанія  | Давід Торрес           |
| 10 | НП   | Греція   | Томас Назлідіс         |
| 45 | НП   | Ліберія  | Херрон Берріан         |
| 99 | НП   | Греція   | Георгіос Гіакумакіс    |

Джерело: 